# Spišské Podhradie
Spišské Podhradie (på tyska Kirchdrauf, på ungerska Szepesváralja) är en stad och världsarv i Slovakien, nära Spišský hrad. Staden, som har en yta av 24,94 km², har 3 871 invånare (2005).